# Zaebos: Book of Angels Volume 11
Zaebos: Book of Angels Volume 11 es un álbum de composiciones de John Zorn lanzado en 2008 e interpretado por el trío de Jazz fusión experimental Medeski Martin & Wood. Es el undécimo disco del segundo libro Masada, "The Book of Angels" para la discográfica Tzadik.

## Recepción
La crística de Allmusic señaló: "La música se asemeja a otros trabajos de Masada en su balance de grooves, solos frenéticos y melodías arremolinadas derivadas de klezmer, Medio Oriente y las tradiciones de Europa del Este. Pero el tecladista John Medeski, el bajista Chris Wood y el baterista Billy Martin ofrecen su sello único y saturado de groove a la experimentación de Zorn, lo que da como resultado una interpretación accesible global que se desborda con maestría técnica". La reseña de All About Jazz, a través de Troy Collins declaró: "Zaebos es una especie de regreso a casa tanto para Zorn como para el trío con sede en Brooklyn. Una escucha infinitamente gratificante, esta sesión es uno de los lanzamientos más variados y divertidos de Medeski, Martin & Wood y una de las interpretaciones más destacadas del Book of Angels".

## Lista de pistas
Todas las composiciones por John Zorn
1. "Zagzagel" - 5:24
2. "Sefrial" - 4:47
3. "Agmatia" - 5:21
4. "Rifion" - 4:26
5. "Chafriel" - 7:22
6. "Ahaij" - 3:42
7. "Asaliah" - 4:42
8. "Vianuel" - 3:33
9. "Jeduthun" - 3:05
10. "Malach Ha-Sopher" - 6:50
11. "Tutrusa`i" - 5:08

## Intérpretes / integrantes
- John Medeski – teclados
- Chris Wood – bajo eléctrico, contrabajo
- Billy Martin – batería, percusiones